# Dorfkirche Kleinröhrsdorf

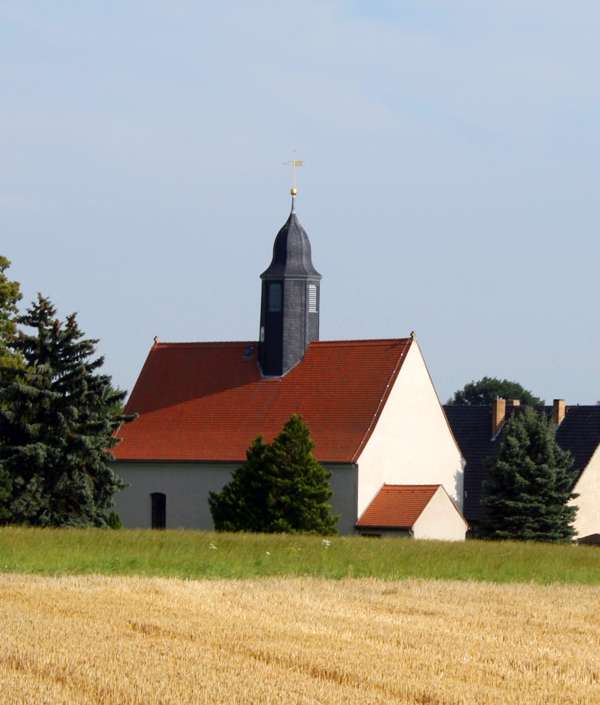
Dorfkirche Kleinröhrsdorf

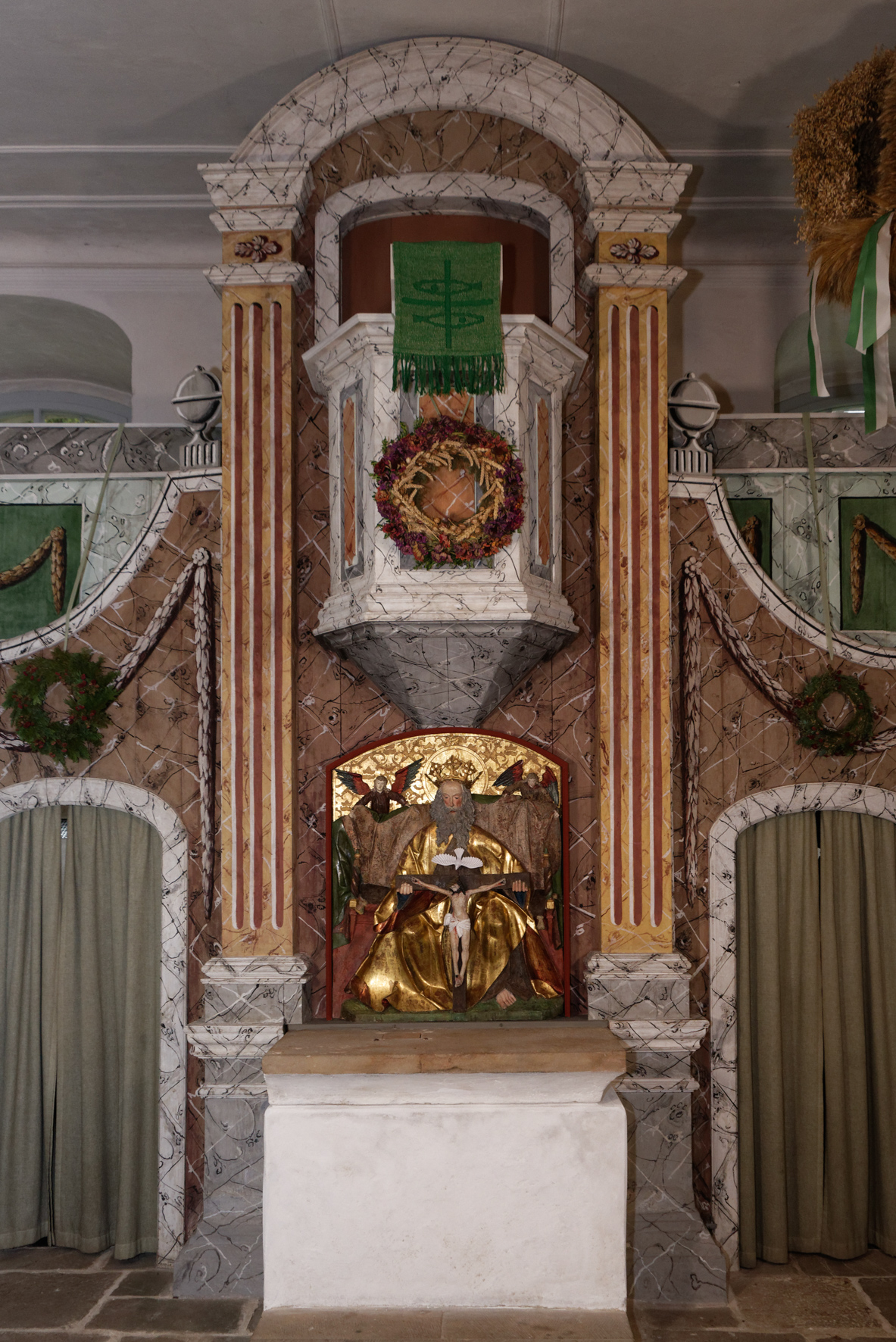
Altar

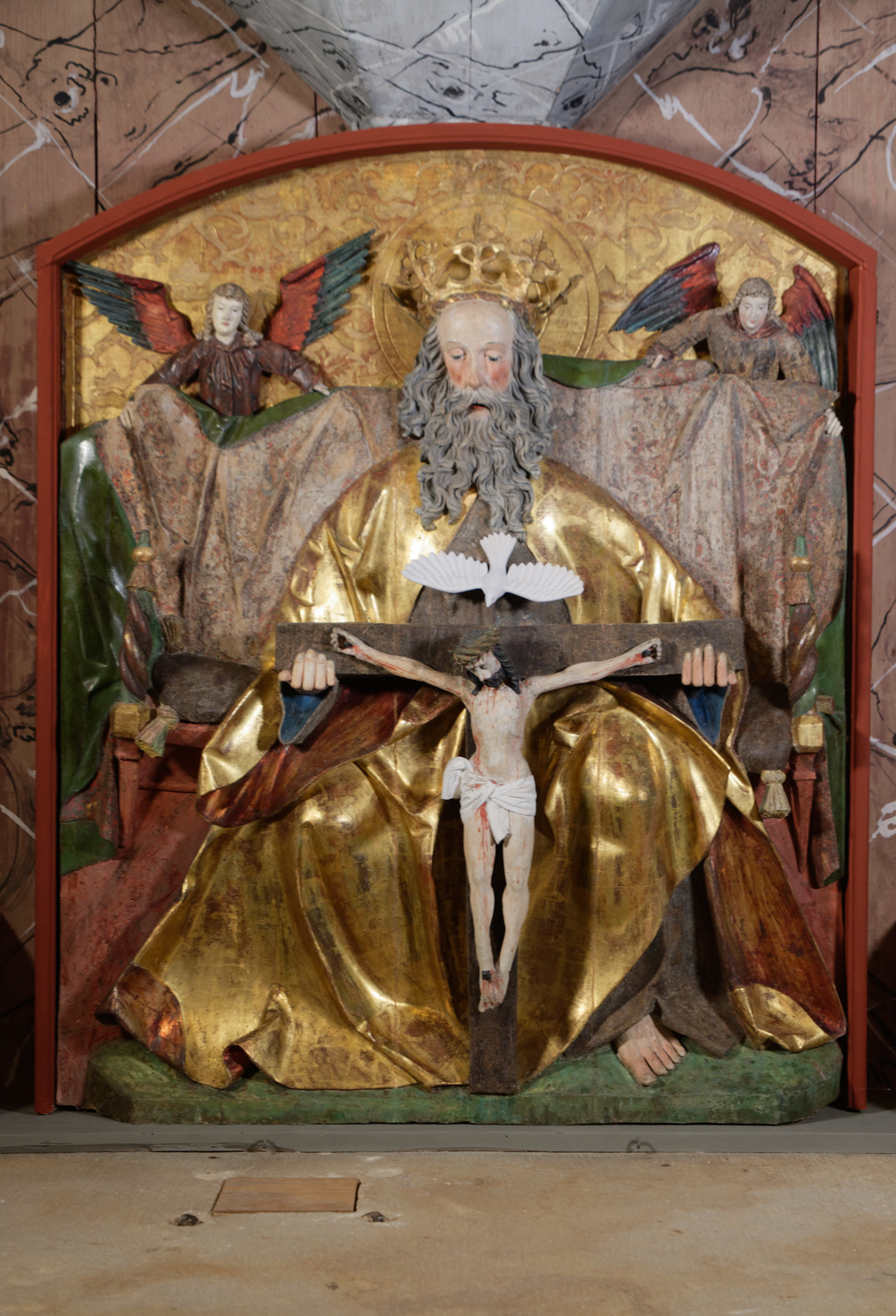
Gnadenstuhl-Relief

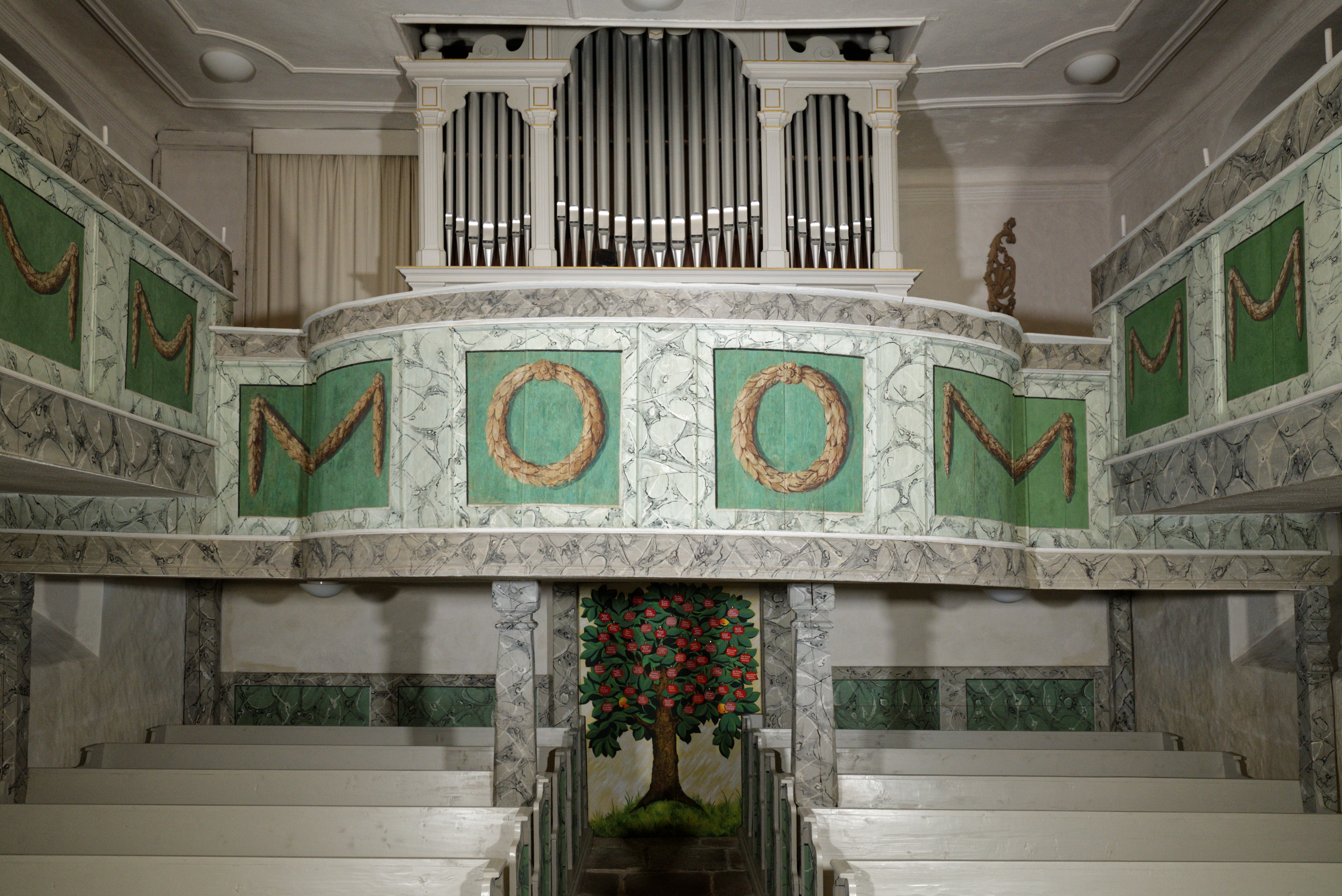
Orgel

Die evangelische Dorfkirche Kleinröhrsdorf ist eine im Kern spätgotische, barockisierte Saalkirche im Ortsteil Kleinröhrsdorf von Großröhrsdorf im Landkreis Bautzen in Sachsen. Sie gehört zur Kirchengemeinde Großröhrsdorf im Kirchenbezirk Bautzen-Kamenz der Evangelisch-Lutherischen Landeskirche Sachsens.

## Geschichte und Architektur
Die Kirche ist eine kleine rechteckige Saalkirche mit Satteldach; die Umfassungsmauern stammen von 1495, die weiten Stichbogenfenster, der niedrige Anbau an der Westseite und der Dachstuhl mit achteckigem verschiefertem Dachreiter und Haube sowie die Ausstattung aus dem 18. Jahrhundert, die kleine Vorhalle an der Südseite wohl von einem Umbau 1735/36. Restaurierungen erfolgten in den Jahren 1888/89; im Jahr 1901 wurde eine Ausmalung mit Rosenmotiven und Jugendstilornamenten vorgenommen, 1960 eine Wiederherstellung der Raumfassung des späten 18. Jahrhunderts. Bei einer Neueindeckung des Dachreiters im Jahr 1969 wurde infolge Eindringens von Regenwasser eine teilweise Erneuerung der Farbfassung im Innenraum erforderlich. Im Jahr 1990 wurden die Kirchenfenster, 1994 die Turmuhr und 1999 die Schieferdeckung des Dachreiters restauriert oder erneuert.
Der Innenraum ist flachgedeckt mit einer Gliederung durch Putzspiegel und Rundfelder; der Raum ist von umlaufenden eingeschossigen, marmorierten Holzemporen umgeben; die Emporenfelder wurden im 17. Jahrhundert mit biblischen Geschichten bemalt, die bis auf die Darstellung der Bekehrung Pauli nicht erhalten sind.

## Ausstattung
Hauptstück der Ausstattung ist ein strenger marmorierter Kanzelaltar aus Holz mit seitlichen Durchgängen von 1787. Ein Rundbogen über kannelierten Pilastern rahmt den polygonalen Kanzelkorb, darunter ist ein polychromes Holzrelief des Gnadenstuhls in liebevoller Detailausführung aus der Zeit um 1500 angebracht. Die romanische Sandsteintaufe stammt aus der Kirche von Wachau, Kreis Kamenz und besteht aus einem großen runden Becken auf niedrigem polygonalem Sockel.
Die beiden sandsteinernen Epitaphe in der Vorhalle der Kirche stammen aus dem 18. Jahrhundert und wurden für den Pfarrer Johann Gottfried Kretzschmar († 1795) und seine Ehefrau († 1785) sowie für den Bauern Johann Gottlieb Kretzschmar († 1795) errichtet.
Die Orgel ist ein Werk von Bruno Kircheisen aus dem Jahr 1901 mit zwölf Registern auf zwei Manualen und Pedal, die 1980 von Johannes Schubert mit barockisierender Dispositionsänderung restauriert wurde.
Von den Glocken ist nach der Abgabe der Glocken für Kriegszwecke im Jahr 1940 nur eine Glocke von Johann Gotthelf Große aus dem Jahr 1857 mit dem Schlagton b′-2,5 erhalten geblieben. Im Jahr 1986 musste der hölzerne Glockenstuhl durch einen stählernen ersetzt werden.